# Ostromir
Ostromir (nom de baptême: Joseph), mort vers l'an 1057, est un voïvode de l'Ancienne Russie qui fut possadnik de Novogorod, au moins de 1054 à 1057. Il est surtout connu comme étant le commanditaire du fameux évangéliaire d'Ostromir conservé à la Bibliothèque nationale russe de Saint-Pétersbourg, qui est le premier manuscrit enluminé de l'espace slave oriental.

## Biographie
Ostromir, qui dirigea le territoire de Novgorod (novgorodskaïa zemlia), est un proche parent du grand-prince de Kiev Iziaslav Ier, mais l'on ignore à quel degré. Les historiens estimaient au XIXe siècle qu'il était un petit-fils de Dobrynia de Novgorod et le fils de Constantin Dobrynitch, et qu'il eut pour fils Vychata qui prit part à l'expédition contre Byzance en 1043. Il existe aujourd'hui l'hypothèse que sa femme Théophana descendait de la famille de Iaroslav le Sage, comme l'indique l'historien polonais Andrzej Poppe qui précise qu'elle serait la fille d'Anna Porphyrogénète et de Vladimir le Grand. Cependant le manque de clarté des chroniques étudiées ne permet pas d'étayer ces hypothèses de façon certaine.
Dans la première chronique de Sainte-Sophie de Novgorod, il est fait mention de son interrogatoire à Novgorod par Iziaslav en 1054 et sa mort ensuite dans une expédition contre les Tchoudes ; mais, comme le fait remarquer Karamzine, l'évangéliaire d'Ostromir indique qu'il est encore vivant en 1057.